# Looney Tunes
Looney Tunes er navnet på en række tegnefilm produceret af Warner Bros. Pictures Inc.. Tegnefilmene er en del af Merrie Melodies.
Filmene fik nogle gennemgående figurer som haren Snurre Snup, den sorte Daffy And, Elmer Fjot og Pelle Gris, der er kendt for at stamme ekstremt meget. En del af dem var med kanariefuglen Piphans og katten Sylvester, der er på konstant jagt for at få fuglen. Det er klart en parodi på Tom og Jerry.
Kendte instruktører af Looney Tunes-tegnefilm var:
- Tex Avery
- Chuck Jones.
- Mel Blanc.
- Warren Foster.
- Charles M. Jones.

## Figurer

### Danske stemmer
I de danske versioner fra 1980'erne er følgende stemmer brugt.
- Dennis Otto Hansen – Snurre Snup og Pelle Gris
- Henrik Koefoed – Daffy And
- Vibeke Dueholm – Pip, Bedste
- Peter Zhelder – Sylvester
- Lasse Lunderskov – Elmer Fjot
- Ole Fick – Onkel Hans / Speedy Gonzales
- Thomas Mørk – Pepe Le Puh
- Lars Thiesgaard – Marvin Marsmand / Taz / Grimm E. Ulv

## Film

### Live-action
| Film                         | Instruktør               | Manuskript af                                | Premieredato i USA | Premieredato i Danmark |
| ---------------------------- | ------------------------ | -------------------------------------------- | ------------------ | ---------------------- |
| Space Jam                    | Joe Pytka                | Leo Benvenuti, Steve Rudnick, Timothy Harris | 10. november, 1996 | 7. februar, 1997       |
| Looney Tunes: Back in Action | Joe Dante, Eric Goldberg | Larry Doyle                                  | 9. november, 2003  | 12. november, 2003     |
| Space Jam 2                  | Malcolm D. Lee           | Leo Benvenuti, Steve Rudnick, Timothy Harris | 12. juli, 2021     | 15. juli, 2021         |